# Sugao Kambe
Sugao Kambe (神戸 清雄 Kambe Sugao?), född 2 augusti 1961, är en japansk tidigare fotbollsspelare.
I januari 1989 blev han uttagen i Japans herrlandslag i futsal till Världsmästerskapet i futsal 1989.